# 熊野皇大神社

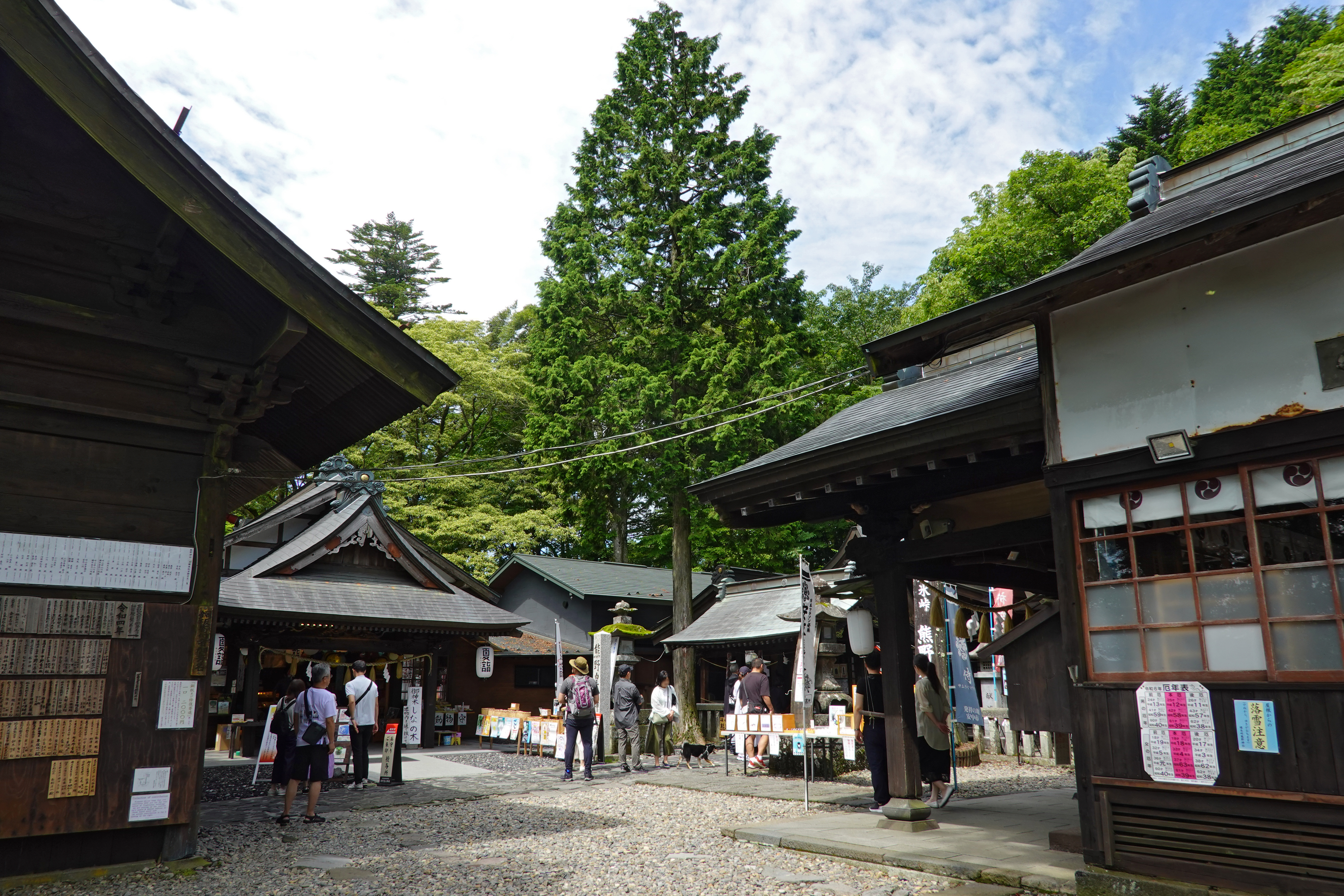
熊野皇大神社（奥、長野県側）

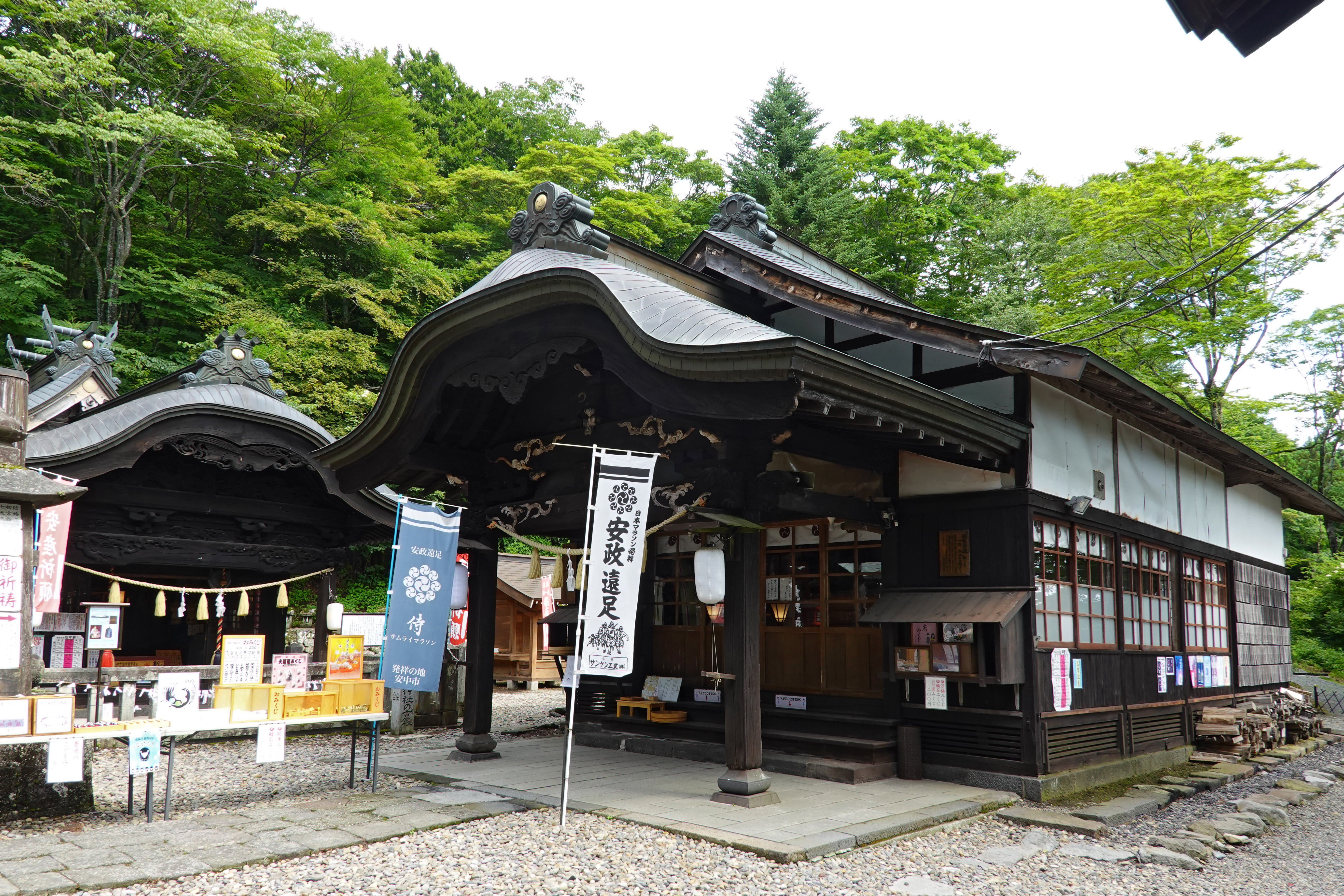
熊野神社（群馬県側）

熊野皇大神社（くまのこうたいじんじゃ）は、碓氷峠に位置する神社。

## 概要
社殿は群馬県安中市と長野県北佐久郡軽井沢町にまたがっており、参道と本宮の中央を県境が通る。長野県側は神社庁により特別神社に指定され、熊野皇大神社（くまのこうたいじんじゃ）と称する。主な社宮は3つであり、本宮は伊邪那美命、日本武尊（ヤマトタケル）、長野県側の那智宮は事解男命を祀る。群馬県側の新宮は速玉男命を祀る。
和歌山県の熊野三山、山形県の熊野神社 (南陽市) と並び「日本三大熊野」と称される。

## 名称
かつては長倉神社熊野宮または長倉山熊野大権現と称した。社地が信濃国（長野県）と上野国（群馬県）の境界となり上野国も入ったため熊野宮と名称が短くなった。また皇大神社、碓氷神社、熊野大権現とも呼ばれたが、慶応4年（1868年）に熊野皇大神社に改称したという。そのあと、昭和に入り群馬県側に熊野神社ができた。
第二次世界大戦後に宗教法人法が制定された際、都道府県ごとに宗教法人の登記が必要となった。このため一つの神社でありながら、県境を挟んで長野県側が熊野皇大神社、群馬県側が熊野神社という別々の宗教法人となった。近隣住民は、どちらの県側も峠山（とうげさん）と親しみを込めて呼ぶ。社殿は一つの神社だが、宮司や社務所、賽銭箱、お守り、ご祈祷は別々である。本殿前には群馬県側と長野県側のそれぞれに本坪鈴と賽銭箱が置かれている。
こうした立地を生かして、熊野皇大神社は2018年1月に「境界御守」を売り出した。「自分の限界を乗り越えろ」という意味を込めたという。長野県側の熊野皇大神社は、軽井沢の総氏神でもある。

## 歴史

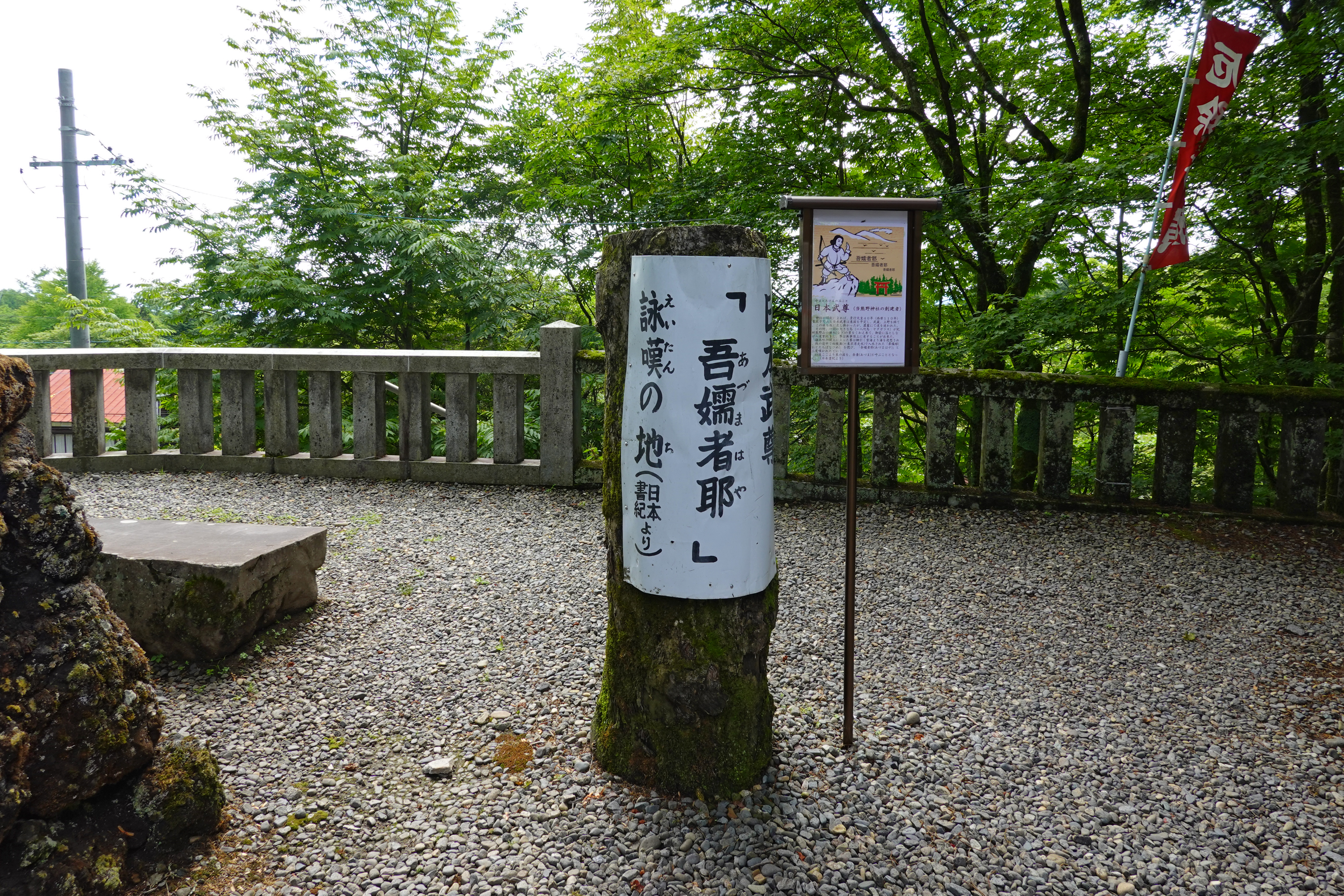
日本武尊「吾嬬者耶」詠嘆の地

社伝によれば、ヤマトタケルが東征の帰路で碓氷峠に差し掛かった際、濃霧が生じて道に迷った。この時に一羽の八咫烏が梛の葉を咥えて道案内をし、無事に頂上に着いたことを感謝して熊野の神を勧請したのが熊野皇大神社の由来だとされる。
古代の東山道は当社の南方の入山峠を通っていたと考えられ、中山道にあたる新道が開通した時に現在地に遷座したという説もある。鎌倉時代の1292年5月3日（正応5年4月8日）に松井田一結衆が奉納した鐘には「臼井到下今熊野大鐘事」とある。なお1354年（文和3年）に奉納された多重塔に「当社権現」と刻されることなどから、神仏混淆となっており、神宮寺や仁王門もあったとされる。神宮寺は後に軽井沢町に移転したという。
江戸時代は中山道の要所にあることから賑わい、元禄8年（1695年）には越後高田藩主・松平定逵の通行の際には吉例祈祷をして初穂料として金100疋を奉納されるなど、大名の中山道通行の際に祈祷を行なうこともあった。また上州（上野国）では武術が盛んなことから各流派による額の奉納も多く、文政9年（1826年）に気楽流の飯塚臥龍斎、天保2年（1831年）に真神道流柔術の片山庄左衛門、弘化2年（1845年）には日置流弓術の酒井数馬が、それぞれ奉納を行なっている。

## 社家
社家が両国に分れていたため他にも争論が起きており、寛文2年（1662年）に信濃側の神宮寺が上野国の社人に無断で国境を越えて小屋を設けたため、その取り消しを求める裁許が下された。寛文4年（1664年）には
- 三所権現は両国の社人が相談して守護する。
- 新宮は上野、那智社は信濃の社人が守護する。
- 本宮は両国の社人が1年交替で守護し、当番でない年でも神事や祭礼を勤める。

との裁許状が出された。享保元年（1716年）には両国にまたがる権現の森の立木を伐採した社人が罰せられている。
社家の中では神主と禰宜の区別がなく、氏子に牛王宝印を供与したり初穂を受け取ったりするなどして生計を立てていた。なお、宝暦年間には両社家の間で通婚も行なわれている。
以前は例大祭は群馬県側と長野県側の合同で行われ、春の例大祭は熊野神社（群馬県側）が、秋の例大祭は熊野皇大神社（長野県側）が先に祝詞を上げるなど、互いに配慮し合っていたが現在は各々行うように変更された。

## その他

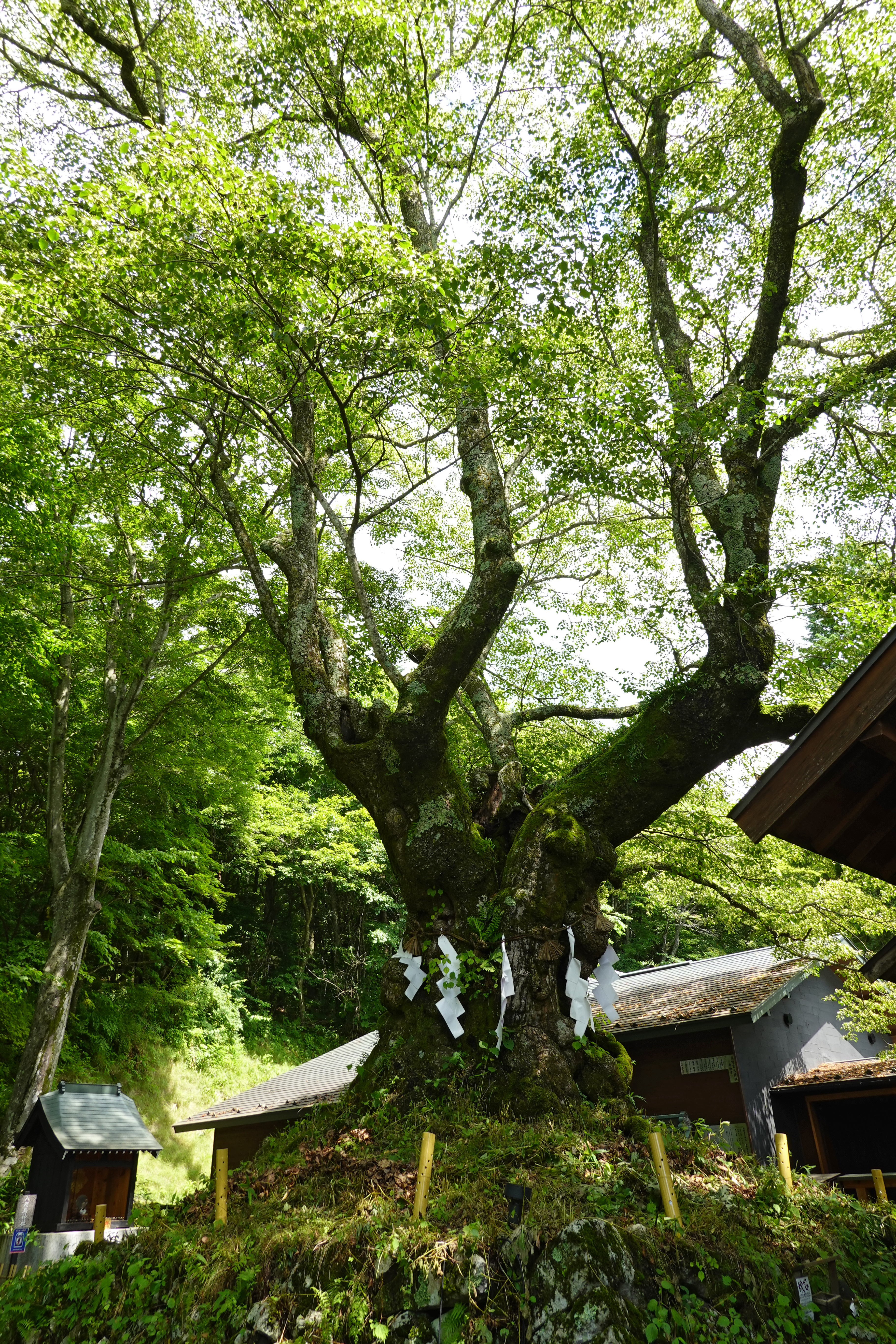
神木シナノキ

長野県側にあるシナノキは長野県の天然記念物に指定されていて、樹齢850余年と伝えられる巨木である。幹の割れ目に鏡を収めた神木でもあり、漫画家の荒木飛呂彦が祈願成就の御礼にと奉納したイラスト（日本武尊と妻弟橘姫）にも描かれている。
参道の階段脇に佇む狛犬は室町中期のものとされ、長野県で最古の狛犬と伝えられている。
境内の端には碓氷川の水源があり、近隣の人々が飲料に用いてきた。